# سكايلر وايت (كاتبة)
سكايلر وايت (بالإنجليزية: Skyler White)‏ (1967، لانكستر في الولايات المتحدة)؛ روائية أمريكية. درست في جامعة تكساس في أوستن.